# جوشين (ورزقان)
جوشين هي قرية في مقاطعة ورزقان، إيران. عدد سكان هذه القرية هو 499 في سنة 2006.